# Eleos (mytologie)
Eleos (starořecky: Ἔλεος) je v řecké mytologii bohyně soucitu a milosrdenství. Jejím římským protějškem je bohyně Clementia.
Je dcerou boha Ereba a bohyně Nyx.
Řecký cestovatel a zeměpisec Pausaniás popisuje že v Aténách se nacházel oltář zasvěcený Eleos, u kterého Héraklés hledal útočiště před Eurystheem. Eleos byla ctěna jen v Aténách, kde na její oltář byly pokládány vlasy a oblečení.
Římský básník Publius Papinius Statius popisuje ve svém díle Thēbaïs oltář zasvěcený v Aténách bohyni Clementii.